# Keermuur

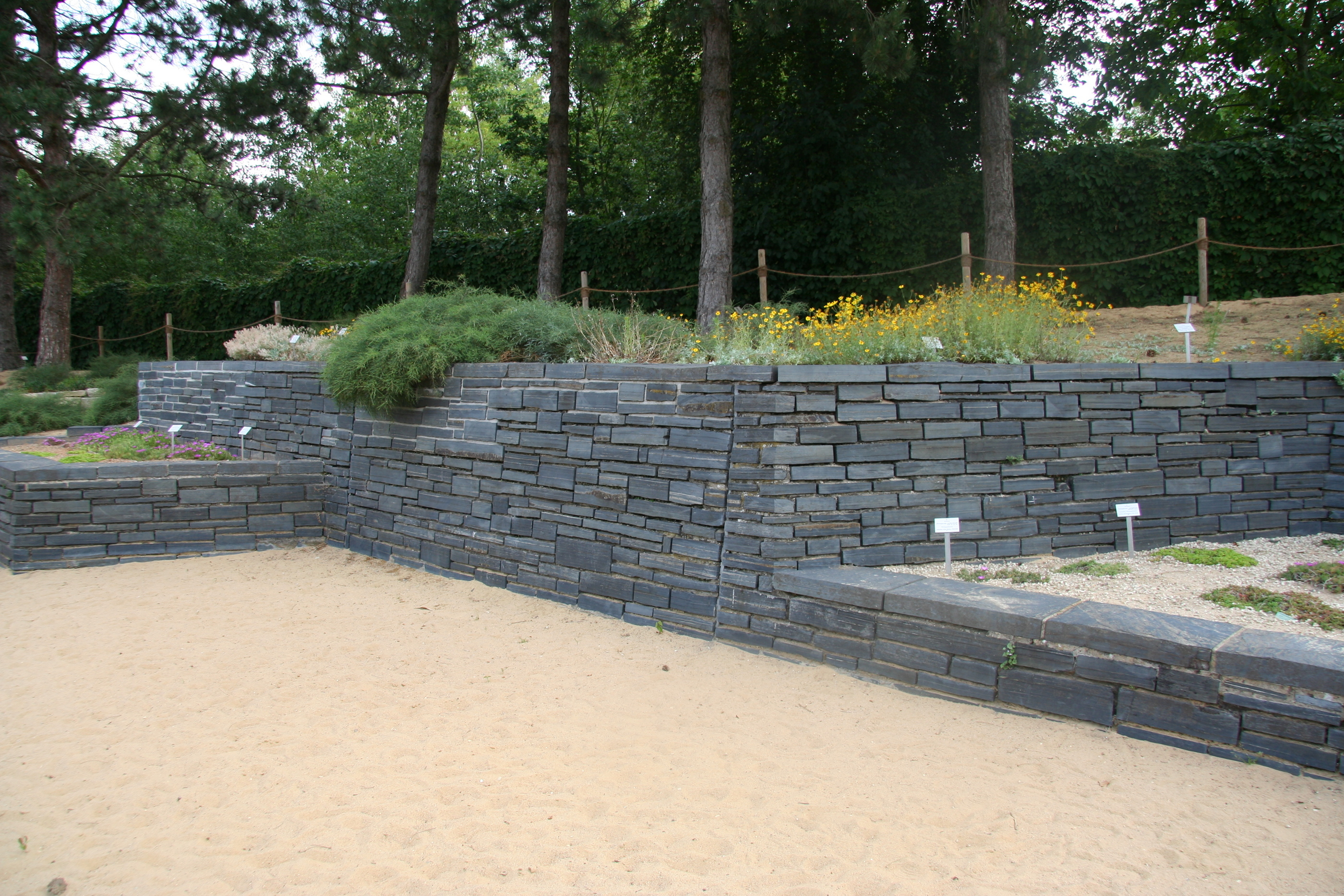
Keermuur gemaakt van natuursteen.

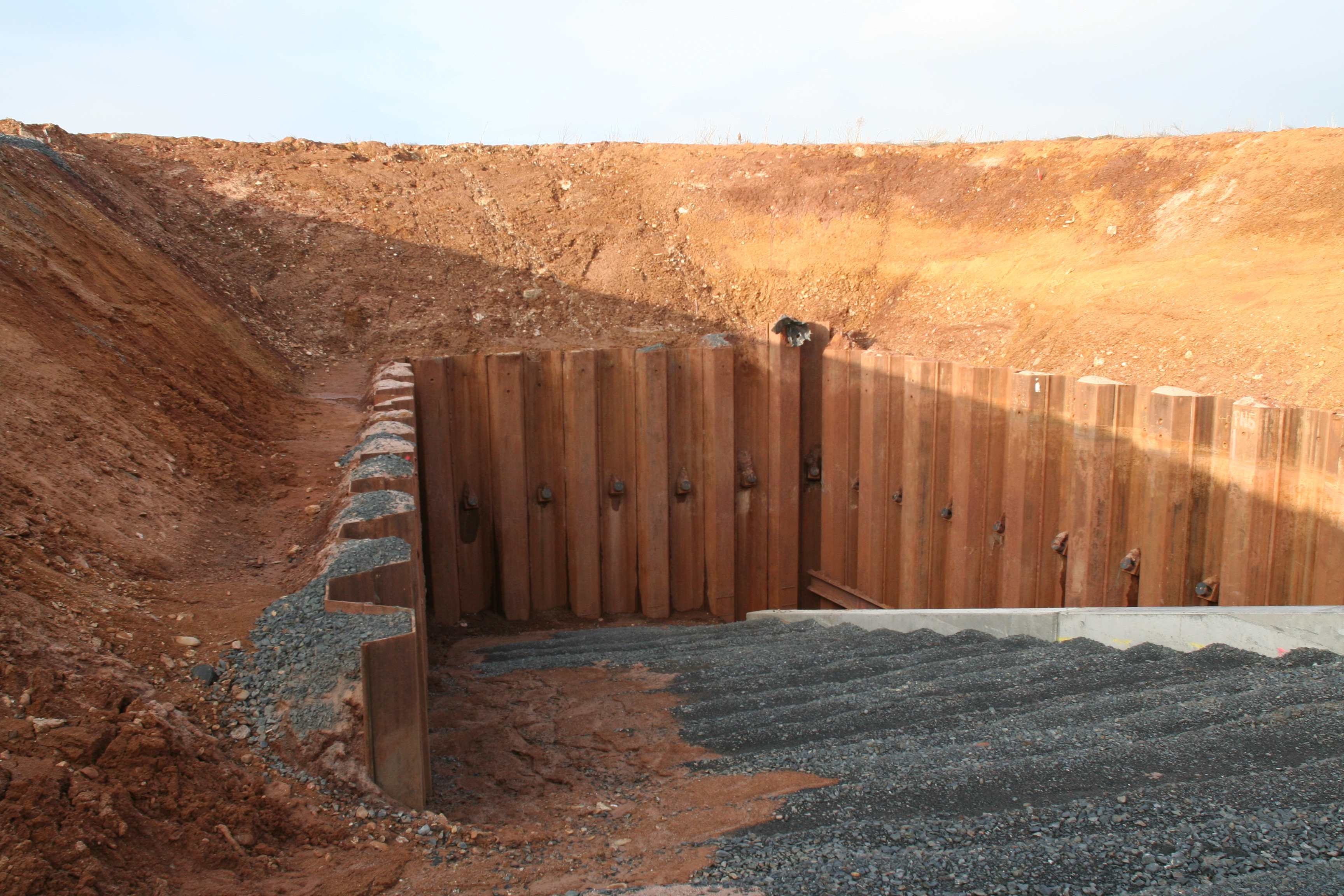
Keermuur bestaande uit stalen damwandplaten.

Een keermuur of keerwand is een stijf, grond- of waterkerend kunstwerk dat door een groot gewicht en een brede voet een grote standzekerheid kan bereiken. Een keermuur is vaak van gewapend beton of van stalen damwandplaten gemaakt, maar er kunnen ook andere materialen gebruikt worden.
De geprefabriceerd betonnen elementen worden langs elkaar geplaatst waardoor een betonnen muur ontstaat met een groot draagvermogen. Hierdoor kunnen de keerwanden dan ook voor een groot aantal doeleinden gebruikt worden waaronder het maken van kelders, sleufsilo's, solide fundering, kademuren en opslagtoepassingen. Een vroege toepassing van dit prefab-principe is de muraltmuur, een snelle en goedkope manier om dijken te verhogen. 
Kenmerkend is dat een deel van het benodigde gewicht wordt geleverd door de grond die op de fundatieplaat rust, dit leidt tot materiaalbesparing. 
Een keermuur wordt meestal in een L- of T-vorm gemaakt.